# Gilda Sarmento
Gilda Miranda Sarmento (Rio de Janeiro, 2 de maio de 1928 - Porto Alegre, 27 de maio de 1999) foi uma atriz,radioatriz, locutora, diretora, apresentadora, produtora e cantora brasileira. Sua atuação se deu no rádio, no teatro e na televisão.
Gilda Sarmento morreu em Porto Alegre, em 27 de maio de 1999, vitimada por um infarto, aos 71 anos de idade

## Carreira

### Televisão
| Ano  | Título            | Personagem                                 | Notas                |
| ---- | ----------------- | ------------------------------------------ | -------------------- |
| 1974 | O Espigão         | Dra. Maria Amélia                          |                      |
| 1975 | Escalada          | Leonor                                     |                      |
| 1976 | Anjo Mau          | Carmem                                     |                      |
| 1976 | Escrava Isaura    | Carolina Andrada                           |                      |
| 1978 | Pecado Rasgado    | Olímpia                                    |                      |
| 1979 | Os Gigantes       | Carminha                                   |                      |
| 1980 | Chega Mais        | Izilda                                     |                      |
| 1981 | Ciranda de Pedra  | Vicença                                    |                      |
| 1981 | Jogo da Vida      | Clarice                                    |                      |
| 1984 | Caso Verdade      | Carmem                                     | Episódio: "Renúncia" |
| 1984 | Livre para Voar   | Jurema (dona da pensão onde Edu vai morar) |                      |
| 1985 | O Tempo e o Vento | Natália (mãe de Maruca)                    |                      |

### Teatro
- 1952 - A Noviça
- 1952 - E a Vida Continua
- 1953 - Canções do Coração
- 1958 - A Nova Acidália